# Pavlovo, tỉnh Nizhny Novgorod
Pavlovo, tỉnh Nizhny Novgorod (tiếng Nga: Павлово) là một thành phố Nga. Thành phố này thuộc chủ thể Nizhny Novgorod Oblast. Thành phố có dân số người (theo điều tra dân số năm 2002). Đây là thành phố lớn thứ của Nga theo dân số năm 2002. Dân số qua các thời kỳ: